# Guild Awards
Les Guild Awards (en français, les Prix des Guildes) est un terme non officiel qui désigne les récompenses remises par les syndicats et associations professionnelles audiovisuelles américaines pour récompenser leurs confrères.
Les dates ont varié mais la plupart se limitent à la saison des récompenses, soit les deux premiers mois de l'année, avant les Oscars. Bien que les Emmy Awards sont également concernés par ces guildes, la cérémonie a quelques mois d'écart avec les prix des guildes. Seuls les Casting Awards ne suivirent pas avec une cérémonie ayant lieu en automne. Il fut décidé cependant dès 2015 que cela s'aligne avec le créneau classique.
Comme une cérémonie, les membres de la guilde votent pour leurs professions. Les prix honorifiques sont décernés par le conseil d'administration et ne sont pas compétitifs.
Les critères d'éligibilités peuvent varier mais le créneau est sensiblement le même : l'année civile. Tous les films sont éligibles même si les films anglophones sont majoritairement privilégiés. La seule grande exception est pour les Writers Guild Awards : pour les prix consacrés aux films, seuls sont éligibles les scénaristes membres de la guilde.
La plupart consacrent l'audiovisuel, surtout la fiction cinématographique et télévisuelle.

## Liste
Les années indiqués sont celles où les prix furent fondés. Des années supplémentaires sont indiqués en fonction des prix consacrés à d'autres médiums.
- Directors Guild of America Awards (réalisation) – cinéma depuis 1949 / télévision depuis 1954
- Writers Guild of America Awards (écriture) – cinéma depuis 1949 / télévision depuis 1958 / radio depuis 1958 / jeux vidéo depuis 2009
- Motion Picture Sound Editors Awards ou Golden Reel Awards (montage et mixage sonore) – cinéma depuis 1954 / télévision depuis 1985
- Make-Up Artists & Hair Stylists Guild Awards (coiffure et maquillage) – cinéma depuis 1999 / télévision depuis 2000
- American Cinema Editors Awards ou Eddie Awards (montage) – cinéma et télévision depuis 1962
- Casting Society of America Awards ou Artios Awards (casting) – cinéma et télévision depuis 1985 / théâtre depuis 1988
- American Society of Cinematographers Awards (photographie) – cinéma depuis 1987 / télévision depuis 1988
- Producers Guild of America Awards (production) – cinéma depuis 1990 / télévision depuis 1991
- Screen Actors Guild Awards (interprétation) – cinéma et télévision depuis 1995
- Art Directors Guild Awards (décors) – cinéma et télévision depuis 1997
- Costume Designers Guild Awards (costumes) – cinéma et télévision depuis 1999
- Location Managers Guild Awards (régie) – cinéma et télévision depuis 2014